# Roy McGiffin

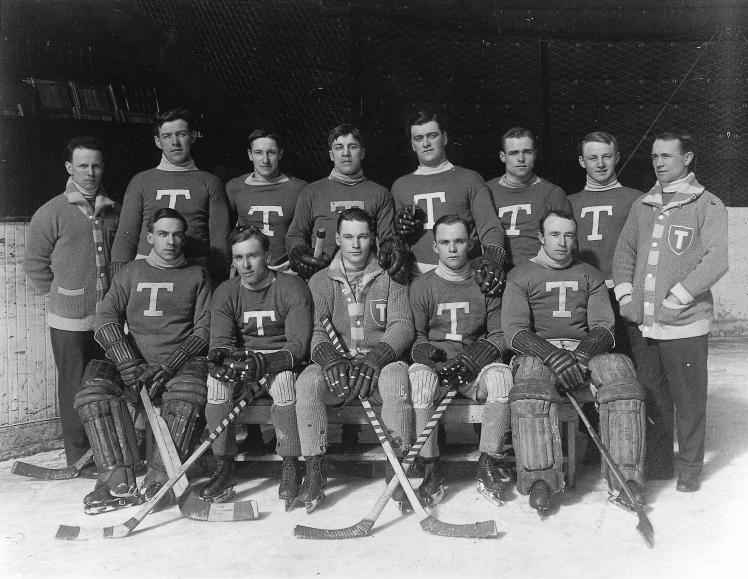
Roy McGiffin, trea från vänster i översta raden, med Toronto Blueshirts säsongen 1913–14.

Francis Roy McGiffin, efternamnet ibland stavat McGiffen, född 2 mars 1890 i Oakville, Ontario, död 30 augusti 1918 i Wichita Falls, Texas, var en kanadensisk professionell ishockeyspelare. 

## Karriär
Roy McGiffin spelade tre säsonger med Toronto Blueshirts i National Hockey Association åren 1912–1915. McGiffin hade främst en roll som agitator på isen och samlade ihop till 300 utvisningsminuter på 51 spelade matcher i NHA. Under en match mellan Toronto Blueshirts och Ottawa Senators 17 februari 1915 startade McGiffin ett slagsmål med Senators back Art Ross och de båda spelarna arresterades av polis efter matchen för att senare släppas mot en borgensumma på 100 dollar var.
Säsongen 1913–14 var McGiffin med och vann Stanley Cup med Toronto Blueshirts sedan laget besegrat ligakonkurrenten Montreal Canadiens i ett dubbelmöte med den sammanlagda målskillnaden 6-2. Blueshirts besegrade sedan även Victoria Aristocrats från Pacific Coast Hockey Association i tre raka matcher i en informell matchserie.
McGiffin lade den professionella ishockeykarriären åt sidan efter säsongen 1914–15 och arbetade därefter bland annat som flyginstruktör. Han dog i en flygplansolycka i Wichita Falls, Texas, 30 augusti 1918.

## Statistik
| 1912–13    | Toronto Blueshirts | NHA        | 15 | 7  | 1 | 8  | 83  | – | – | – | – | –  |
| 1913–14    | Toronto Blueshirts | NHA        | 18 | 6  | 5 | 11 | 86  | 2 | 0 | 0 | 0 | 11 |
| 1914–15    | Toronto Blueshirts | NHA        | 18 | 4  | 0 | 4  | 131 | – | – | – | – | –  |
| NHA totalt | NHA totalt         | NHA totalt | 51 | 17 | 6 | 23 | 300 | 2 | 0 | 0 | 0 | 11 |